# Garkofen
Garkofen ist ein Gemeindeteil von Anzing im oberbayerischen Landkreis Ebersberg.

## Lage
Der Weiler liegt circa drei Kilometer nordwestlich von Anzing und ist über die Kreisstraße 1 zu erreichen.

## Baudenkmäler
Siehe: Liste der Baudenkmäler in Garkofen